# 우에하라 미유
우에하라 미유(上原 美優, 1987년 5월 2일~2011년 5월 12일)는 일본의 모델이자 영화배우이다. 어려운 가정환경 속에서 성장했고, 가난뱅이 아이돌로 불리기도 했었다.

## 사망
2011년 5월 12일 새벽, 도쿄 메구로구에 있는 자택에서 만 24세의 나이에 스스로 목을 매 자살하였다. 장례식은 본인의 고향인 다네가섬에서 치러졌다.